# Hugo Bello
Hugo Hernán Bello Mansilla (Llanquihue, Chile, 8 de octubre de 1963) es un exfutbolista chileno, que jugaba de centrocampista.

## Trayectoria
Se inscribió en el equipo de fútbol de la Industria Iansa en Chillán, donde trabajaba su padre, jugando hasta los 14 años, donde inició en las divisiones inferiores de Ñublense, debutando a los 16 años en el primer equipo, en una de las peores campañas de la historia de la Primera División chilena. Tras dos años en el conjunto chillanejo, firma por Deportes La Serena, luego fichando en 1986 por Colo-Colo, donde estuvo 4 años, siendo campeón de Primera División en 1986, y la Copa Chile de 1988.
Tras su paso por Colo-Colo, y debido a una mala relación con el entrenador Arturo Salah, ficha por Everton, y tras una corta estadía en Lozapenco, firma por Universidad de Chile, donde juega por dos años.
Luego de un par de años en equipos de Segunda División, ficha por Unión Española, en donde no ve minutos en el torneo oficial debido a una mala relación con el entrenador Nelson Acosta. Bello indicó que «Vi cosas turbias, todos sabían que uno jugaba si le daba un porcentaje de su sueldo al “Pelao” Acosta, me lo propusieron y no quise».
Tras 6 meses en Magallanes, colgó los botines a mediados de 1997. Actualmente, vive en Chillán, donde tiene a su cargo una escuela de fútbol.

## Clubes
| Club                 | País  | Año       |
| -------------------- | ----- | --------- |
| Ñublense             | Chile | 1981-1983 |
| Deportes La Serena   | Chile | 1984-1985 |
| Colo-Colo            | Chile | 1986-1989 |
| Everton              | Chile | 1989      |
| Lozapenco            | Chile | 1990      |
| Universidad de Chile | Chile | 1990-1991 |
| Ñublense             | Chile | 1992-1993 |
| Rangers              | Chile | 1993      |
| Colchagua            | Chile | 1994      |
| Unión Española       | Chile | 1995      |
| Magallanes           | Chile | 1997      |

## Palmarés

### Campeonatos nacionales
| Título           | Club      | País  | Año  |
| ---------------- | --------- | ----- | ---- |
| Primera División | Colo-Colo | Chile | 1986 |
| Copa Chile       | Colo-Colo | Chile | 1988 |
| Copa Chile       | Colo-Colo | Chile | 1989 |
| Primera B        | Rangers   | Chile | 1993 |